# Agersvinemælk
Ager-Svinemælk (Sonchus arvensis), også kaldet Skørtidsel, er en 50-120 cm høj urt, der vokser langs veje, på agerjord og i klitter. Alle dele af planten indeholder hvid saft.

## Beskrivelse
Ager-Svinemælk er en flerårig urt med en ugrenet, opret vækst. Stænglen er lysegrøn, furet og glat, og den bærer spredtstillede, siddende blade. De er lancetformede med tandet til fliget, tornet rand. Over- og underside er næsten ensartet lysegrønne.
Blomsterne er samlet i en løs, endestillet stand af 4-5 cm brede blomsterkurve, der sidder på kirtelhårede stilke. Blomsterne er alle tungeformede (som hos Mælkebøtte) og gule. Frøet er en nød, der bærer fnok.
Rodnettet består af krybende jordstængler, der bærer knopper og trævlede rødder.
Højde x bredde og årlig tilvækst: 0,75 x 0,25 (75 x 25 cm/år), heri dog ikke medregnet rodskud.

## Voksested
Planten kendes som et almindeligt markukrudt overalt i landet, men den kan stadig findes på sine oprindelige biotoper: tangvolde og fugtige skrænter. Den findes desuden langs veje, på affaldspladser og i klitter.
| Portal | Portal:Botanik |